# Registro (tiểu vùng)
Registro là một tiểu vùng thuộc bang São Paulo, Brasil. Tiều vùng này có diện tích 11189 km², dân số năm 2007 là 241753 người.